# Italeri

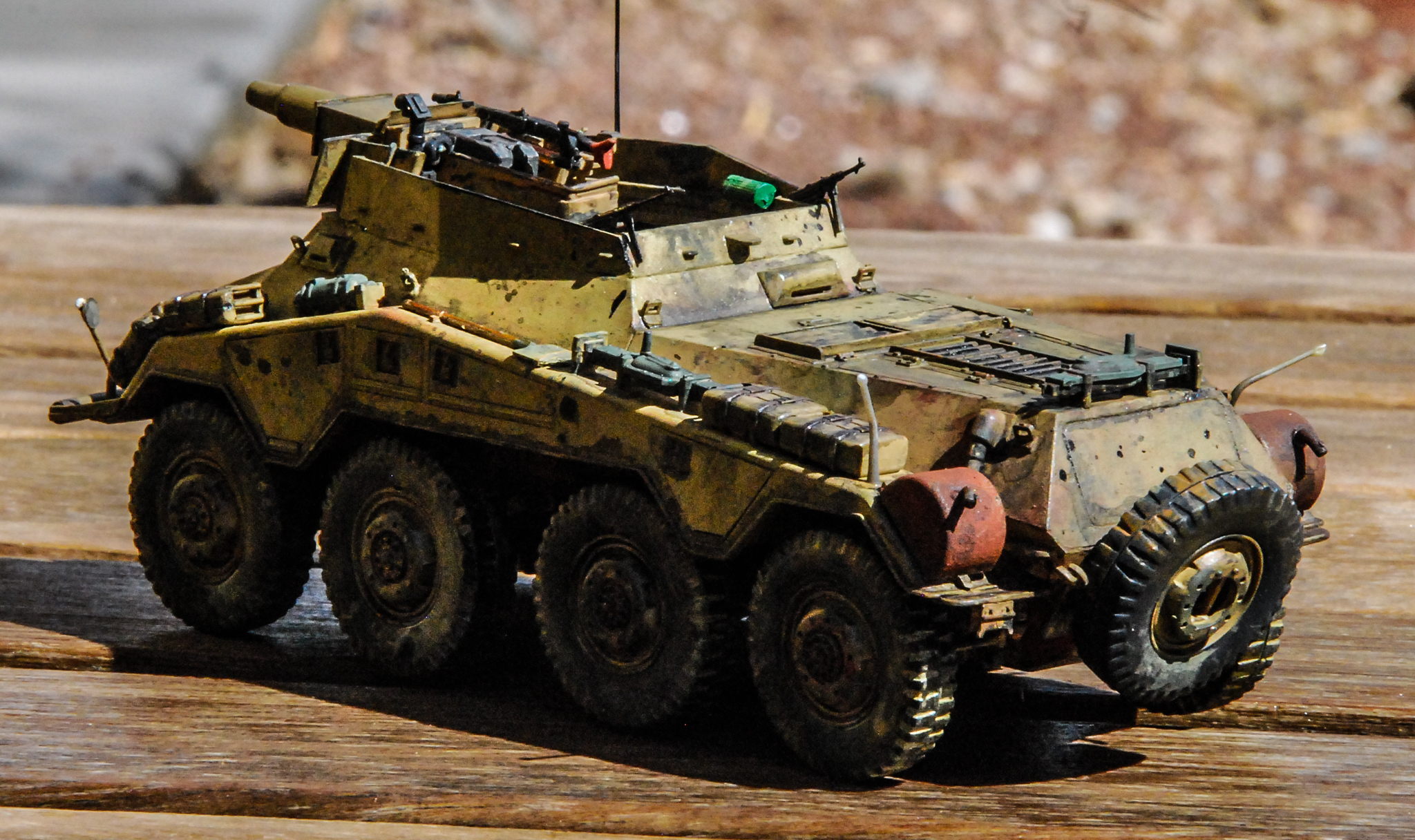
Maqueta 1:35 de Italeri

Italeri Incorporated es un fabricante italiano de modelos a escala de plástico de aviones, vehículos militares, helicópteros, barcos, camiones y automóviles. La compañía fue fundada en 1962 por Giuliano Malservisi y Gian Pietro Parmeggiani para producir kits de maquetas.

## Historia
La compañía fue fundada en 1962 por Giuliano Malservisi y Gian Pietro Parmeggiani. Desde la infancia, les encantaron los aviones y los vehículos militares, pero no estaban contentos con las maquetas de la época, así que comenzaron a producir modelos ellos mismos. El primer nombre de la compañía fue «Italstamp» y el primer kit del modelo a escala fue lanzado con la marca «Aliplast», un modelo 1:72 del caza italiano Fiat G.55. El nombre de la empresa cambió a «Italaerei» y, diez años más tarde, fue contratado como «Italeri», más fácil de usar y pronunciar no sólo en lengua italiana.